# Спигана (платформа)
Спи́гана (латыш. Spīgana) — остановочный пункт в Айвиекстской волости Плявиньского края Латвии на железнодорожной линии Плявиняс — Гулбене.

## История
Остановочный пункт Спигана открыт в 1934 году. Значительных населённых пунктов поблизости не имеется. До 28 марта 2015 года (данную дату можно считать днём закрытия платформы), здесь останавливались дизельные поезда маршрута Рига — Мадона.